# Hammerunterwiesenthal
Hammerunterwiesenthal je vesnice, místní část města Oberwiesenthal v německé spolkové zemi Sasko. Nachází se v zemském okrese Krušné hory a má 342 obyvatel.

## Historie
Hamr Schlössel je v těchto místech připomínán v roku 1560. Lokalita je též vyznačena na historické mapě saského kartografa Mathiase Oedera z roku 1610. V roce 1612 zde místní občan jménem Münch vystavěl nový dům s kovárnou a přebudoval dosavadní dýmačku, jež sloužila ke zpracování železné rudy, podle nové technologie na vysokou pec. Vzhledem k těsné blízkosti hranic s Českými zeměmi trpělo místní obyvatelstvo během třicetileté války  četnými vpády cizích vojsk.

### Příchod exulantů
V roce 1657 výrazně přispěl k dalšímu rozvoji obce příchod exulantů, protestantů, kteří byli nuceni z náboženských důvodů odejít z rekatolizovaných Čech. Celkem do této lokality přišlo z příhraničních oblastí Čech 335 rodin. Proti záměru saského kurfiřta, aby si zde vybudovali nové sídlo, však protestovaly sousední obce Oberwiesenthal a Unterwiesenthal. Exulanti ale byli přijímáni v sousedním  Bärensteinu, v jehož okolí si založili např. osady Stahlberg (Bärenstein) a výše zmíněný Niederschlag (Bärenstein).

### Rozvoj průmyslu

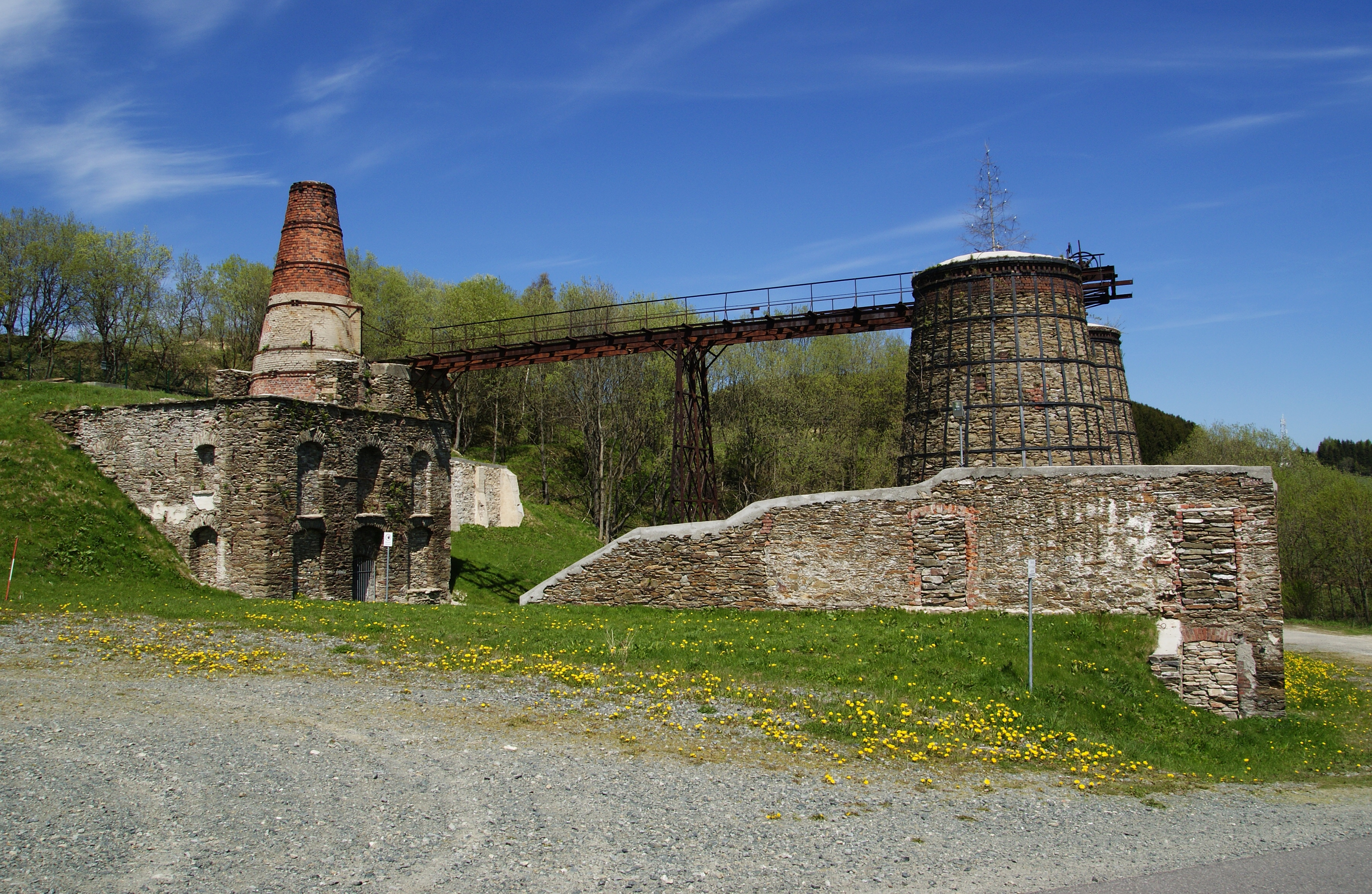
Stará vápenka v Hammerunterwiesenthalu

V roce 1700 byl na území Hammerunterwiesenthalu již celý komplex na zpracování výrobků z železné a cínové rudy. Jednalo se zejména o výrobu tzv. černých a bílých (pocínovaných) plechů, které byly prodávány do vzdálenějších míst prostřednictvím společnosti Erzgebirgische Blechcompagnie. V letech 1786–1821 byla v obci v provozu také drátovna a od přelomu 18. a 19. století vápenka.

### 20. století
Až do roku 1997 byl Hammerunterwiesenthal samostatnou obcí s vlastní správou. V roce 1997 byla obec Hammerunterwiesenthal připojena k městu Oberwiesenthal a místní část Niederschlag připadla Bärensteinu.

## Geografie
Hammerunterwiesenthal leží v Krušných horách v nadmořské výšce 810 metrů. Rozkládá se přímo podél hranic s Českou republikou, od Českých Hamrů (místní části města Vejprt) jej dělí pouze tok Polavy (německy Pöhlbach). Nejbližšími horskými vrcholy v okolí jsou Kreuzbrückfelsen (1018 m n. m.) na západě, Toska-Bank (881 m n. m.) na severu, Kamenný vrch (963 m m. m.) na východě a Vlčí kopec (973 m n. m.) na jihu.

## Obyvatelstvo
Zatímco v roce 1789 bylo v lokalitě registrováno jen 43 usedlíků, o sto let později jich bylo již 594. V roce 1910 počet obyvatel stoupl na 916 a v roce 1946 dosáhl počtu 1112. Nejvíce občanů měl Hammerunterwiesenthal v roce 1950 – celkem 1827. Od té doby postupně nastal pokles, který se ještě zvýraznil po znovusjednocení Německa, kdy z 667 lidí, trvale žijících v obci v roce 1990, jich do konce roku 2015 zůstalo v Hammerunterwiesenthalu jen 342.

## Technické a geologické zajímavosti
Fichtelbergbahn – úzkorozchodná železniční trať Cranzahl – Kurort Oberwiesenthal z roku 1897, na níž je doprava provozována společnosti Sächsische Dampfeisenbahngesellschaft.

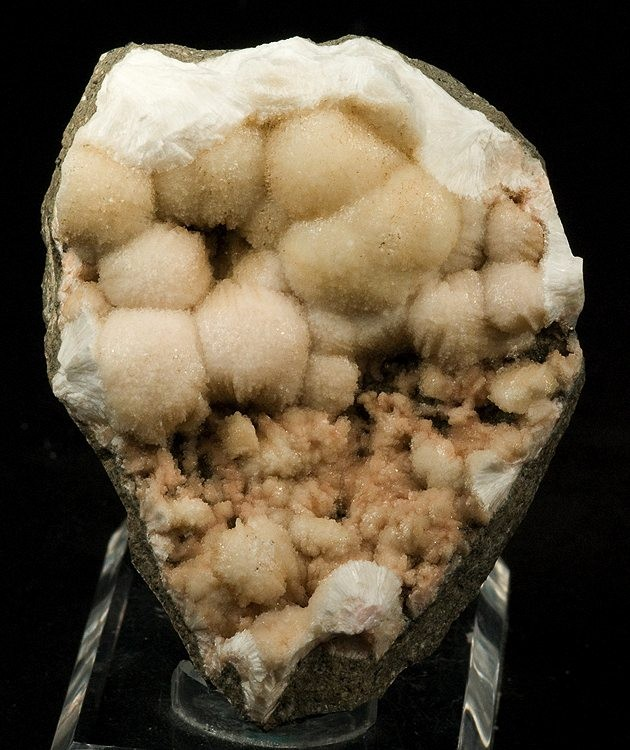
Minerál thomsonit z lomu v Hammerunterwiesenthalu

Vápenka – severně od Hammerunterwiesenthalu se nacházejí objekty staré vápenky. Lokalita je chráněna kvůli výskytu vzácných druhů rostlin.
Kamenolom – na území obce, prakticky přímo v centru Hammerunterwiesenthalu, se nachází rozlehlý kamenolom. V roce 1990 na základě výzkumu geologické struktury zde byl jako první na území Krušných hor identifikován a popsán výskyt maaru. Kamenolom je také významnou mineralogickou lokalitou. Ve třech lomech v okolí Hammerunterwiesenthalu bylo nalezeno a popsáno celkem 33 druhů minerálů – od různých druhů zeolitů a forem křemene až po pyrit, hematit, malachit, sfalerit, titanit, uraninit a stříbro – z toho 21 druhů ve fonolitovém lomu přímo v obci.